# Bagarre au-dessus de l'Atlantique
Pour plus de détails, voir Fiche technique et Distribution.
Bagarre au-dessus de l'Atlantique (titre original : Jet Over the Atlantic) est un film américano-mexicain réalisé par Byron Haskin, sorti en 1959.

## Fiche technique
- Titre : Bagarre au-dessus de l'Atlantique
- Titre original : Jet Over the Atlantic
- Réalisation : Byron Haskin
- Scénario : Irving H. Cooper
- Musique : Louis Forbes
- Photo : Jorge Stahl Jr.
- Montage : Thomas Pratt
- Direction artistique : John B. Mansbridge
- Costumes : Gwen Wakeling
- Production : Benedict Bogeaus
- Société de production : Benedict Bogeaus Production et Inter-Continent Film
- Pays de production :  États-Unis,  Mexique
- Langue : anglais
- Genre : Film dramatique, Thriller
- Format : Noir et blanc - 35 mm - 1,37:1 - Son : Mono (RCA Sound Recording)
- Durée : 95 minutes
- Dates de sortie : 
  - États-Unis 4 novembre 1959
- Affiche : Enzo Nistri (Italie)

## Distribution
- Guy Madison : Brett Murphy
- Virginia Mayo : Jean Gurney
- George Raft : Stafford
- Ilona Massey : Mme Galli-Cazetti
- George Macready : Lord Robert Leverett
- Anna Lee : Ursula Leverett
- Margaret Lindsay : Mme Lanyard
- Venetia Stevenson : June Elliott
- Mary Anderson : Maria
- Brett Halsey : Dr. Vanderbird
- Argentina Brunetti : Miss Hooten
- Frederic Worlock : Dean Halltree
- Tudor Owen : Mr. Priestwood